# Октябрь 2022 года

Список событий октября 2022 года.

## События
- 1 октября
  - Вторжение России на Украину: украинские войска освободили Лиман, захваченный в конце мая[1].
  - В Испании 18 человек получили ранения во время демонстрационного научного эксперимента в Каталонии[2].
  - В США вступил в действие Закон о ленд-лизе в защиту демократии на Украине от 2022 года[3].
  - Никарагуа разорвала дипломатические отношения с Нидерландами[4].
  - На парламентских выборах в Латвии лидирует правоцентристская партия Новое единство с 18 % голосов[5].

- 2 октября
  - 23-летняя Ялемзерф Йехуалав из Эфиопии стала самой молодой женщиной в истории, выигравшей престижный Лондонский марафон, проводящийся с 1981 года[6].
  - Firefly Aerospace провела первый успешный орбитальный пуск ракеты Firefly Alpha[7].
  - Илон Маск представил человекоподобного робота Optimus[8].
  - В Индонезии более 130 человек погибли в давке на футбольном стадионе. Её вызвало применение полицией слезоточивого газа против выбежавших на поле фанатов[9].
  - В рамках соревнований Baikal Challenge 2022 установлен новый рекорд по погружению: 24-кратный чемпион мира по фридайвингу, обладатель серии рекордов Гиннесса Алексей Молчанов погрузился на 100 метров в глубину[10].
  - Первый тур президентских выборов в Бразилии. Во второй тур вышли бывший президент Лула да Силва и действующий Жаир Болсонару[11].
- 4 октября
  - Война в Тыграе: более 50 человек погибли в результате авиаудара ВВС Эфиопии по школе в Верхнем Адиябо[12].
  - В Бангладеш свыше 140 миллионов жителей остались без электричества из-за выхода из строя национальной сети электропередачи[13].
  - Китай успешно испытал новый двигатель для разрабатываемой им сверхтяжелой ракеты-носителя «Чанчжэн-9»[14].
  - Принадлежащий армии Мали самолёт Су-25 потерпел крушение в аэропорту Гао[15].
  - Иран заявил о запуске космического буксира «Саман» в суборбитальное пространство[16].

- 5 октября
  - Не менее 31 человека погибло в индийском штате Уттаракханд в результате падения в ущелье автобуса с гостями, ехавшими на свадьбу[17].
  - Нобелевская премия по химии присуждена американцам Каролин Бертоцци и Барри Шарплессу (лауреату 2001 года), а также датчанину Мортену Мелдалу — за работы по развитию «клик-химии» и биоортогональной химии[18].
  - ОПЕК+ резко сократила квоты на добычу нефти[19].

- 6 октября
  - 82-летняя Анни Эрно стала первой француженкой, удостоенной Нобелевской премии по литературе с формулировкой «за мужество и клиническую остроту, с которыми она раскрывает корни, отчужденность и коллективные ограничения личной памяти»[20].
  - В результате стрельбы в детском центре Таиланда погибли 36 человек, ещё 12 получили ранения[21].
  - Исследователи впервые обнаружили сочленённые останки ископаемой птицы Dromornis stirtoni[22].
  - В Индии 8 человек погибли и около 40 пропали без вести в результате наводнения, накрывшего людей во время религиозной церемонии[23].

- 7 октября
  - Матчем в Праге между «Нэшвилл Предаторз» и «Сан-Хосе Шаркс» начался регулярный сезон НХЛ 2022/23[24].
  - В результате взрыва на заправочной станции в Крислохе в графстве Донегол на севере Ирландии погибли 10 человек (включая одного ребёнка и двух подростков), ещё 8 человек госпитализированы. Причиной называется случайная утечка газа[25].
  - Самая старая собака в мире по кличке Пебблс скончалась в возрасте 22 лет в США; у животного был сертификат Книги рекордов Гиннесса[26].
  - В Иране опубликовали отчёт о причине смерти Махсы Амини, гибель которой вызвала массовые протесты в этой стране[27].
  - Группа исследователей из Института археологии Университета кардинала Стефана Вышинского (IA UKSW) в Варшаве опубликовала итоги пятилетних исследований в Беловежской пуще; учёные обнаружили там 800 курганов и 600 древних погребений[28].
  - Парламентские выборы в Лесото[англ.]. Оппозиционная партия Революция во имя процветания одержала победу, получив 56 депутатских мест из 120 в нижней палате парламента[29].

- 8 октября
  - Взрыв на Крымском мосту: в результате подрыва грузовика со взрывчаткой и последующего пожара нескольких цистерн с топливом обрушились три пролёта моста[30].
  - Австралийские и немецкие исследователи обнаружили в отложениях на дне моря Скоша у берегов Антарктики самый древний из ныне известных фрагмент ДНК[31].
  - TESS обнаружил экзопланету, похожую на Юпитер.
  - В нигерийском штате Анамбра затонула лодка с пассажирами, не менее 76 человек погибло[32].
  - В Нигерии из-за наводнений в штатах Кацуна и Нигер погибли 42 человека[33].

- 9 октября
  - 25-летний Макс Ферстаппен выиграл Гран-при Японии и второй год подряд стал чемпионом мира в классе «Формула-1» за 4 гонки до финиша сезона[34].
  - Сербский теннисист Новак Джокович выиграл 90-й титул ATP в карьере (в своём 128-м финале), победив в решающем матче турнира ATP 500 в Астане Стефаноса Циципаса[35].
  - Чешская теннисистка Барбора Крейчикова на турнире WTA 500 в Остраве прервала 10-матчевую победную серию первой ракетки мира Иги Свёнтек в финалах турниров WTA, которая длилась два года. Матч продолжался 3 часа и 17 минут[36].
  - По меньшей мере 22 человека погибли, ещё 52 числятся пропавшими без вести в результате наводнений на севере Венесуэлы. В стране объявлен трёхдневный траур[37].
  - Китайская ракета-носитель CZ-2D стартовала в 07:43 по пекинскому времени (02:43 мск) с космодрома Цзюцюань, выведя на орбиту солнечный телескоп «Куафу-1»[38].
  - Президентские выборы в Австрии[англ.]. Действующий президент Александр Ван дер Беллен победил, получив 54,6 % голосов избирателей[39].

- 10 октября
  - Ракета-носитель «Союз-2.1б» с навигационным космическим аппаратом «Глонасс-К» стартовала с космодрома «Плесецк»[40].
  - Территория Украины подверглась массированному ракетному обстрелу[41].
  - Исследователи из университета сообщили об обнаружении хорошо сохранившегося насекомого в балтийском янтаре, принадлежащего к неизвестному ранее виду; он получил название Calliarcys antiquus, предположительный возраст находки от 35 до 47 миллионов лет[42].
- 11 октября
  - По данным рейтинга SEMRUSH Wikipedia признана самым посещаемым сайтом интернета во всём мире[43].
  - Названа дата проведения церемонии коронации британского короля Карла III, она состоится 6 мая 2023 года[44].
  - Министерство здравоохранения Сирии сообщило во вторник о 757 подтверждённых случаях заражения холерой, вспышка которой началась в этой стране с сентября текущего года. За это время скончался 41 человек[45].

- 12 октября
  - В результате нападения на гей-бар «Тепларень» (Tepláreň) в центре Братиславы погибло два человека[46].
  - Представители компании Near Space вместе с инженерами Лаборатории реактивного движения (JPL) NASA провели успешные испытания прототипа роботизированного воздушного шара (аэробота)[47].
  - С космодрома «Байконур» стартовыми командами предприятий «Роскосмоса» выполнен пуск ракеты-носителя «Протон-М» № 93571 с разгонным блоком ДМ-03 № 6Л и телекоммуникационным спутником «АнгоСат-2»[48].
  - Годовалой девочке Эмме в Испании впервые пересадили (от мертвого донора) кишечник, а также печень, желудок, селезёнку и поджелудочную железу, испанская девочка стала первым в мире получателем кишечника от мёртвого донора[49].
  - Японское агентство аэрокосмических исследований (JAXA) было вынуждено дистанционно уничтожить запущенную ракету-носитель «Эпсилон» с 8 спутниками на борту из-за неполадок после старта[50].

- 13 октября
  - При взрыве автобуса в сирийской провинции Дамаск погибли по меньшей мере 18 человек[51].
  - Пролив Босфор оказался перекрыт из-за поломки сухогруза Annita[52].
  - Парламент Ирака избрал Абдуллатифа Рашида[англ.] президентом страны[53].
  - Европейский суд по правам человека постановил, что Франция должна выплатить бывшей активистке Femen Элоиз Бутон, приговорённой в 2014 году к одному месяцу лишения свободы условно за топлес-перформанс в церкви, 2000 евро в качестве компенсации морального вреда и 7800 евро в качестве судебных издержек[54].

- 14 октября
  - Илон Маск оказался под федеральным следствием в США по делу о покупке Twitter[55].
  - В Иркутской области найдены два древних горна, которые использовались для производства железа, находки относятся к елагинской культуре (II век до нашей эры — IV век нашей эры)[56].
  - Взрыв на шахте в Бартыне на севере Турции: не менее 40 погибших. Всего на момент взрыва под землёй находилось 115 человек[57][58].
  - Экоактивисты группы Just Stop Oil в Национальной галерее Лондона облили супом из банки картину Винсента Ван Гога «Подсолнухи». Активисты были задержаны, картина не пострадала благодаря защитному стеклу на ней[59].

- 15 октября
  - Массовое убийство на полигоне в Белгородской области: от 11 до 22 погибших по разным данным, более 10 раненых[60].
  - В стамбульском районе Кадыкёй произошёл пожар в небоскрёбе[61].
  - Польский концерн PERN сообщил о восстановлении прокачки нефти по повреждённому на территории Польши участку нефтепровода «Дружба»[62].
  - В Аргентине у полуострова Вальдес обнаружили погибшими 30 гладких китов, учёные пока не знают точной причины этого[63].

- 16 октября
  - В 7 городах Австралии начался крупнейший турнир мужских национальных сборных по разновидности крикета Twenty20 — ICC Men’s T20 World Cup. В турнире принимают участие 16 команд[64].
  - «Ульсан Хёндэ» третий раз в истории стал чемпионом Республики Корея по футболу[65].
  - В Китае открылся XX съезд Коммунистической партии Китая (КПК)[66].

- 17 октября
  - Шведский парламент утвердил Ульфа Кристерссона на посту премьер-министра страны[67].
  - Пристыкованный к Международной космической станции российский космический корабль «Прогресс МС-20» увёл её от столкновения с космическим мусором[68].
  - Гаитянский певец Mikaben скончался в возрасте 41 года прямо во время концерта в Париже[69].
  - Форвард сборной Франции по футболу и клуба «Реал Мадрид» Карим Бензема получил «Золотой мяч» — награду лучшему футболисту года[70].
  - Падение самолёта Су-34 на жилой дом в Ейске. В девятиэтажке погибли 15 человек, 19 человек ранены.

- 18 октября
  - Матчем между «Голден Стэйт Уорриорз» и «Лос-Анджелес Лейкерс» начался сезон НБА 2022/23[71].
  - Финская компания-оператор TVO Teollisuuden Voima сообщила о повреждениях в одном из реакторов АЭС «Олкилуото»[72].
  - В США создали вариант COVID-19 с 80%-ной смертностью у мышей[73].
  - Учёные Калифорнийского университета в Беркли построили роботизированный аналог краба, модель получила название EMBUR (EMerita BUrrowing Robot — «копающий робот Emerita»); использовать новинку планируется в работах NASA, со стороны которого финансируется этот проект[74].
  - Во Франции прошли многотысячные протесты против политики властей, четыре профсоюза этой страны — CGT, Force Ouvrière, FSU и Solidaires — призвали граждан принять участие в демонстрациях[75].
  - Найден каталог астронома, по древним текстам, впервые измерявшего звёзды[76].
- 19 октября
  - Инфляция в Великобритании достигла 10,1 %, самого высокого зарегистрированного уровня с 1982 года[77].

- 20 октября
  - Учёные обнаружили в бинарной системе кандидата в чёрную дыру, расположенного к Солнцу ближе всех остальных чёрных дыр — в 1,545 тыс. св. лет (474 парсека). Масса кандидата в 11,9 раза превышает массу Солнца[78].
  - Учёные под руководством нобелевского лауреата Сванте Паабо составили первый «генетический портрет» семьи неандертальцев из Чагырской пещеры (Алтай)[79].
  - Премьер-министр Великобритании Лиз Трасс подала в отставку с поста лидера консервативной партии и поста премьер-министра, пробыв в должности всего 44 дня[80][81].
  - Новый премьер-министр Чада Салех Кебзабо заявил, что в ходе антиправительственных выступлений, которые вспыхнули 20 октября, в стране погибло около 50 человек и было ранено более 300[82].

- 21 октября
  - В швейцарском Куре начался Кубок мира по фристайлу 2022/2023[83]
  - Французская компания GH Mumm выпустила бутылку шампанского Mumm Cordon Rouge Stellar, которую можно открыть и распить в условиях невесомости[84].
  - В Мексике бензовоз врезался в эстакаду железнодорожного моста в городе Агуаскальентес, после чего возник пожар, задевший несколько соседних домов[85].
  - В результате столкновения парома и водного такси в Нидерландах 2 человека погибли и ещё 4 получили травмы[86].
  - С космодрома Плесецк произведён запуск спутников военного назначения в интересах ВКС России[87].
  - Инженеры из Калифорнийского университета создали самый тонкий в мире сегнетоэлектрик; учёным удалось разработать ферроэлектрическую плёнку тоньше человеческого волоса в 200 тысяч раз[88].

- 22 октября
  - В швейцарском Куре начался Кубок мира по сноуборду 2022/2023[89].
  - В Индии впервые проведён успешный запуск на орбиту группы спутников OneWeb[90].
  - На складе Министерства обороны Узбекистана произошёл взрыв, в результате которого пострадали 16 человек[91].

- 23 октября
  - В ходе Гражданской войны в Мьянме ВВС нанесли авиаудар в штате Качин по концерту в честь годовщины основания Организации независимости Качина, погибло более 60 человек[92].
  - В австрийском Зёльдене стартовал Кубок мира по горнолыжному спорту 2022/2023[93].
  - Завершился XX съезд КПК, генеральный секретарь ЦК КПК Си Цзиньпин переизбран на третий срок[94].
  - В Иркутске истребитель Су-30 рухнул на жилой дом. Оба лётчика погибли[95].
  - Ракета-носитель «Союз-2.1б» с первым спутником орбитальной группировки «Сфера» «Скиф-Д» — и тремя спутниками связи «Гонец-М» стартовала с космодрома «Восточный»[96].
  - Умер основатель компании Red Bull и двух команд «Формулы-1» Дитрих Матешиц[97].

- 24 октября
  - По данным лондонской биржи ICE цена на газ в Европе опустилась ниже 1000 USD за тысячу кубометров впервые с 14 июня 2022 года[98].
  - Американский актёр Лесли Джордан, известный по роли в сериале «Американская история ужасов», погиб в результате дорожной аварии в Лос-Анджелесе[99].
  - При стрельбе в школе американского города Сент-Луиса погибли 3 человека, 8 получили ранения[100].
  - Установлен новый рекорд скорости передачи данных по оптоволокну — 1,8 петабит (миллионов гигабит) в секунду[101].

- 25 октября
  - Скончался бывший глава Пентагона Эштон Картер[102].
  - Эдвард Кэрролл Стоун ушёл в отставку с поста научного руководителя проекта «Вояджер», который возглавлял в течение 50 лет[103].
  - NASA сообщило о том, что при помощи российского космического корабля «Прогресс МС-20» была скорректирована орбита МКС, чтобы избежать столкновения с космическим мусором[104].
  - Жители всей европейской территории России и Западной Сибири, Европы, Северной и Восточной Африки, Ближнего Востока, западных частей Азии и на островах Гренландии и Гернси могли наблюдать частичное солнечное затмение, максимальная фаза затмения, которую можно было наблюдать лишь в части регионов, достигала 0,86 затемнения[105].
  - Ихтиологи описали новый вид рыб из семейства морских слизней, обитающих в жёлобе Атакама на глубине от 5913 до 7616 метров, он получил название Paraliparis selti[106].
- 26 октября
  - В возрасте 102 лет скончался французский абстракционист Пьер Сулаж[107].
  - В Индии 44 слона напали на деревню, в результате чего погиб 1 человек; животные пришли мстить за убийство детёныша[108].
  - С космодрома Байконур стартовала ракета «Союз 2.1а» с грузовым космическим кораблём «Прогресс МС-21», который должен доставить на МКС научное и ресурсное оборудование, запасы питания и воздуха, а также подарки к Новому году для космонавтов[109].
  - По меньшей мере 15 человек погибли, ещё 40 получили ранения в результате стрельбы у мавзолея Шах-Черах в иранском Ширазе[110].

- 27 октября
  - В Иране начато строительство ядерного реактора мощностью в 10 мегаватт в городе Исфахан[111].
  - Илон Маск стал владельцем Twitter за $44 миллиарда. Также он временно займёт пост генерального директора[112][113].
  - Итальянские студенты Sapienza в Риме заняли здание факультета политологии после стычки с полицией, требуя отставки ректора вуза Антонеллы Полимени[114].
  - Пожарный самолёт упал на одном из склонов вулкана Этна на итальянском острове Сицилия, погибли 2 члена экипажа[115].
  - Science сообщил, что сейсмометр SEIS (миссия InSight) зафиксировал столкновение с Марсом крупного метеорита в декабре 2021 года[116][117].

- 28 октября
  - Более 30 человек погибло из-за тайфуна «Налджи[англ.]» на Филиппинах[118].
  - Польские власти снесли четыре памятника воинам Красной армии[119].
  - Произошло нападение на мужа Нэнси Пелоси, являющейся спикером нижней палаты парламента США[120].
  - В результате взрыва в промышленной зоне Стамбула 1 человек погиб, ещё 2 получили ранения[121].
  - Климатологи обнаружили на западе Антарктиды крупную подлёдную реку длиной в 460 км, которая превосходит многие крупные европейские водные артерии по длине и объёмам транспортируемой воды[122].
  - Пожары на Корсике, вызванные аномальной жарой, охватили площадь в 410 гектаров[123].
  - Американский исполнитель рок-н-ролла Джерри Ли Льюис умер в возрасте 87 лет[124].

- 29 октября
  - В акватории Севастопольской бухты произошла масштабная атака дронов на корабли Черноморского флота ВМФ РФ[125].
  - По меньшей мере 151[126] человек погибли в результате давки в Сеуле[127].
  - В результате нападения боевиков на здание Министерства образования Сомали в Могадишо погибло 100 человек, ещё около 300 пострадали[128].

- 30 октября
  - Более 30 членов организации «Северное движение сопротивления» задержаны полицией в столице Норвегии во время демонстрации[129].

- 31 октября
  - Лидер бразильских «левых» Луис Инасиу Лула да Силва победил на выборах действующего президента Жаира Болсонару и в третий раз стал президентом страны[130].
  - Около марсианского кратера Гейл учёные идентифицированы следы, оставленные потоками воды; несколько миллиардов лет назад там существовала густая сеть рек, впадавших в древний океан, заявили американские геологи, реконструировавшие древнюю топографию[131].
  - Более 130 человек погибли в результате произошедшего 30 октября обрушения моста в Индии; ранее мост был открыт после реконструкции 26 октября[132].
  - Китай запустил лабораторный модуль «Мэнтянь» к национальной орбитальной станции; запуск был осуществлён с космодрома Вэньчан при помощи ракеты-носителя Чанчжэн-5[133].
  - В Канаде поисковая команда Teton Gravity Research обнаружила во льдах на горе Лукейния тайник с фотокамерами экспедиции исследователя Брэдфорда Уошберна, который работал здесь в 1937 году[134].